# NAsH Tenente Maximiano (U-28)

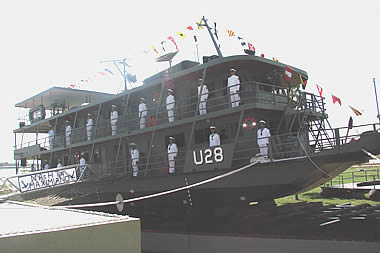
NAsH Tenente Maximiano, em sua viagem inaugural em junho de 2009

O NAsH Tenente Maximiano (U-28)  é um Navio de Assistência Hospitalar da Marinha do Brasil. Foi incorporado no dia 17 de março de 2009, estando subordinado ao 6º Distrito Naval. Antes de ser adquirido pela Marinha, a embarcação tinha o nome de "SCORPIONS" e era empregado em atividades de turismo e pesca amadora.
O navio tem como missão levar saúde e qualidade de vida aos ribeirinhos da região do Pantanal do Mato Grosso e Mato Grosso do Sul proporcionando assistência médico-hospitalar, odontológica e sanitária, aprimorando, ainda mais, as Ações de Assistência Cívico-Social (ACISO).
Para ser adaptado a sua nova função, o navio passou por uma reforma estrutural, com a construção de centro cirúrgico, enfermaria, sala de esterilização, sala de expurgo, farmácia, laboratório, consultório médico, consultórios odontológicos e de um compartimento equipado com aparelho de raio-X, além de uma modernização nos sistemas de propulsão, de geração e distribuição de energia.

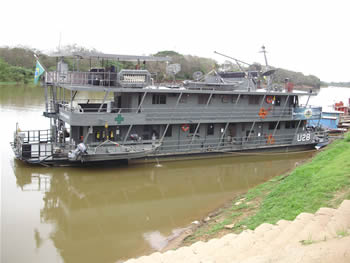
Atendimento às populações ribeirinhas da região do Pantanal, do Mato Grosso e do Mato Grosso do Sul, rios Paraguai e Cuiabá

De forma secundária, o navio também será utilizado em apoio logístico durante os deslocamentos das tropas e dos navios na faixa de fronteira, realizar operações de socorro em apoio a defesa civil e atuar como navio hospital em apoio a operações ribeirinhas dos fuzileiros navais.

## Características
- Tripulação: 4 Oficiais e 19 praças
- Comprimento: 31,06m
- Boca (largura): 6,50m
- Deslocamento: 106t
- Calado: 1,02m